# Soulfly
Soulfly — метал-гурт, який Макс Кавалера створив у 1997 році після того як залишив Sepultura. Стиль Soulfly поєднує елементи треш-металу та нью-металу, а також додає елементи бразильської та африканської народної музики (world music).

## Історія

### Заснування гурту
Бразильський вокаліст і гітарист Макс Кавалера заснував Soulfly після свого відходу з гурту Sepultura в 1997.
1996—1997 роки були надзвичайно важкими для Макса. Він залишив гурт Sepultura, одним із засновників якої він був, на знак протесту щодо звільнення його дружини, а також менеджера групи Глорії Кавалера іншими учасниками команди, до того ж він важко переживав трагічну загибель його прийомного сина і одного з найкращих друзів Дано Уеллса.
У 1997 році Макс зайнявся створенням нового музичного проекту, який пізніше отримав назву Soulfly. Перший склад групи включав, окрім нього, нью-йоркського барабанщика Роя Майоргу, гітариста Джексона Бандейра, басиста і колишнього дорожнього техніка Sepultura Марселла Діаса . На вебсайті групи Макс Кавалера сказав, що заснував групу «з ідеєю комбінувати звуки й різні релігії».
Першим виступом ще ніяк не названого колективу став концерт у Фініксі, штат Аризона, присвячений пам'яті Дано Уеллса, прийомного сина Макса, який загинув у серпні 1996 року. Концерт відбувся рівно через рік після його загибелі 16 серпня, і називався Soulfly Show.

## Дискографія
На сьогоднішній день в активі гурту дев'ять студійних альбомів:
- Soulfly (1998)
- Primitive (2000)
- 3 (2002)
- Prophecy (2004)
- Dark Ages (2005)
- Conquer (2008)
- Omen (2010)
- Enslaved (2012)
- Savages (2013)
- Archangel (2015)
- Ritual (2018)
- Totem (2022)

## Відомі виконавці, що були гостями на записах гурту
- Chino Moreno (Deftones)
- Corey Taylor (Slipknot)
- Fred Durst (Limp Bizkit)

## Концерти Soulfly в Україні
- травень 2005 — Одеса
- 29 вересня 2008 року — Одеса, Палац спорту
- 17 березня 2009 року — Київ, Клуб Бінго
- Концерт, який мав відбутися у травні 2014 року було скасовано через політичну кризу.

## Дивись також
- Офіційний сайт Soulfly — soulfly.com [Архівовано 20 липня 2008 у Wayback Machine.]
- Сторінка Soulfly на MetalDiary.com.ua (тексти пісень, останні новини гурту) [Архівовано 12 листопада 2018 у Wayback Machine.]